# Novembre 2022
Novembre 2022 est le onzième mois de l'année 2022.

## Événements
- 31 octobre au 7 novembre : Masters de tennis féminin 2022.
- 29 octobre au 6 novembre : Championnats du monde de gymnastique artistique au Royaume-Uni.
- 24 octobre au 6 novembre : tournoi des candidates du Championnat du monde féminin d'échecs.
- 8 octobre au 12 novembre :  Coupe du monde féminine de rugby à XV.
- 15 octobre au 19 novembre : 16e Coupe du monde de rugby à XIII en Angleterre.
- 1er et 2 novembre : sommet de la Ligue arabe de 2022 à Alger, en Algérie.
- 1er novembre :
  - élections législatives anticipées au Danemark, les sociaux-démocrates de la Première ministre Mette Frederiksen, arrivent en tête des élections, remportées par les partis allant du centre gauche à l'extrême gauche ;
  - élections législatives anticipées en Israël, Initialement prévues pour octobre 2025, ces élections sont organisées de manière anticipée pour la cinquième fois consécutive, le bloc soutenant l'ex-Premier ministre, Benyamin Netanyahou, remporte la majorité absolue à la Knesset.
- 2 novembre : le gouvernement éthiopien et les forces du Tigré signent un accord, acceptant de mettre fin à la guerre du Tigré[1].
- 3 novembre : au Pakistan, une personne est tuée et neuf autres sont blessées dans une tentative d'assassinat ratée visant l'ancien Premier ministre Imran Khan.
- 4 au 20 novembre : Championnat d'Europe féminin de handball 2022.
- 6 novembre : le vol Precision Air 494 s'écrase  en Tanzanie.
- 6 au 19 novembre : Conférence de Charm el-Cheikh sur les changements climatiques (COP27) en Égypte.
- 8 novembre :
  - éclipse lunaire totale ;
  - élections de mi-mandat, notamment les élections sénatoriales et les élections à la Chambre des représentants aux États-Unis.
- 9 novembre au 4 décembre : 12e édition de la Route du Rhum, le départ a lieu à Saint-Malo.
- 9 au 19 novembre : Championnat d'Afrique des nations féminin de handball 2022.
- 11 novembre : le Timor oriental se voit accorder le statut de membre observateur du bloc des nations de l'ASEAN, avec une feuille de route pour l'adhésion établie[2].
- 12 novembre : en Éthiopie, signature du traité de paix mettant fin à la guerre du Tigré.
- 12 et 19 novembre : élections législatives afin de renouveler les 40 membres du Conseil des représentants au Bahreïn.
- 13 novembre :
  - élection présidentielle en Slovénie (2e tour), Nataša Pirc Musar est élue ;
  - un attentat à Istanbul en Turquie fait au moins six morts.
- 13 au 20 novembre : Master de tennis 2022.
- 15 novembre :
  - la population mondiale atteint les huit milliards d'humains, selon l'Organisation des Nations unies ;
  - deux missiles S-300 tombent en Pologne, tuant 2 personnes. Il s'agit de la première attaque frappant le territoire de l'OTAN lors de l'invasion russe de l'Ukraine en 2022 ;
  - début officiel de la saison cyclonique 2022-2023 dans l'océan Indien sud-ouest.
- À partir du 15 novembre : Début des protestations en Chine.
- 15 et 16 novembre : sommet du G20 à Bali en Indonésie.
- 16 novembre : lancement d'Artemis I à Cap Canaveral en Floride.
- 18 novembre : le Système international d'unités intègre quatre nouveaux préfixes, ronto (10−27), quecto (10−30), ronna (1027) et quetta (1030).
- 19 novembre :
  - élections législatives en Malaisie, afin de renouveler les 222 membres du Dewan Rakyat, la chambre des représentants du pays ;
  - aux États-Unis, une fusillade à Colorado Springs (Colorado) fait cinq morts.
- 19 et 20 novembre : 18e sommet de la francophonie en Tunisie.
- 20 novembre :
  - élections parlementaires et élection présidentielle en Guinée équatoriale, le président Teodoro Obiang Nguema Mbasogo est réélu avec 94,9 % des voix et son parti remporte la totalité des sièges de la Chambre des députés et du Sénat ;
  - élection présidentielle au Kazakhstan ;
  - élections législatives au Népal.
- 20 novembre au 18 décembre : Cérémonie d'ouverture de la 22e édition de la Coupe du monde de football au Qatar.
- 21 novembre : séisme meurtrier à Java occidental en Indonésie.
- 23 novembre : séisme de Düzce en Turquie.
- 24 novembre : Anwar Ibrahim est nommé Premier ministre de Malaisie.
- 26 novembre : référendum constitutionnel à Taïwan, afin de permettre à la population de se prononcer sur un amendement de la constitution visant à abaisser l'âge d'obtention du droit de vote de vingt à dix huit ans.
- 27 novembre :
  - référendum en Slovénie ;
  - sur l'île d'Hawaï, le Mauna Loa entre en éruption pour la première fois depuis 1984 ;
  - en Somalie, l'attaque d'un hôtel à Mogadiscio fait neuf morts[3].

## Naissance
- 15 novembre : Vinice Mabansag, huit milliardième être humain sur Terre.